# Artist 빡대
Artist 빡대는 대한민국의 래퍼다. 2019년 EP 《Artist 빡대 : The beginning ep.1》으로 데뷔했다.

## 방송
- 수퍼비의 랩 학원 (2019) - Top44

## 음반
- Artist 빡대 : The beginning ep.1 (2019)